# كمبرغ
كمبرغ (بالألمانية: Kemberg) هي بلدة ألمانية تقع في ألمانيا في ساكسونيا أنهالت. يقدر عدد سكانها بـ 11,264 نسمة .

## معرض صور

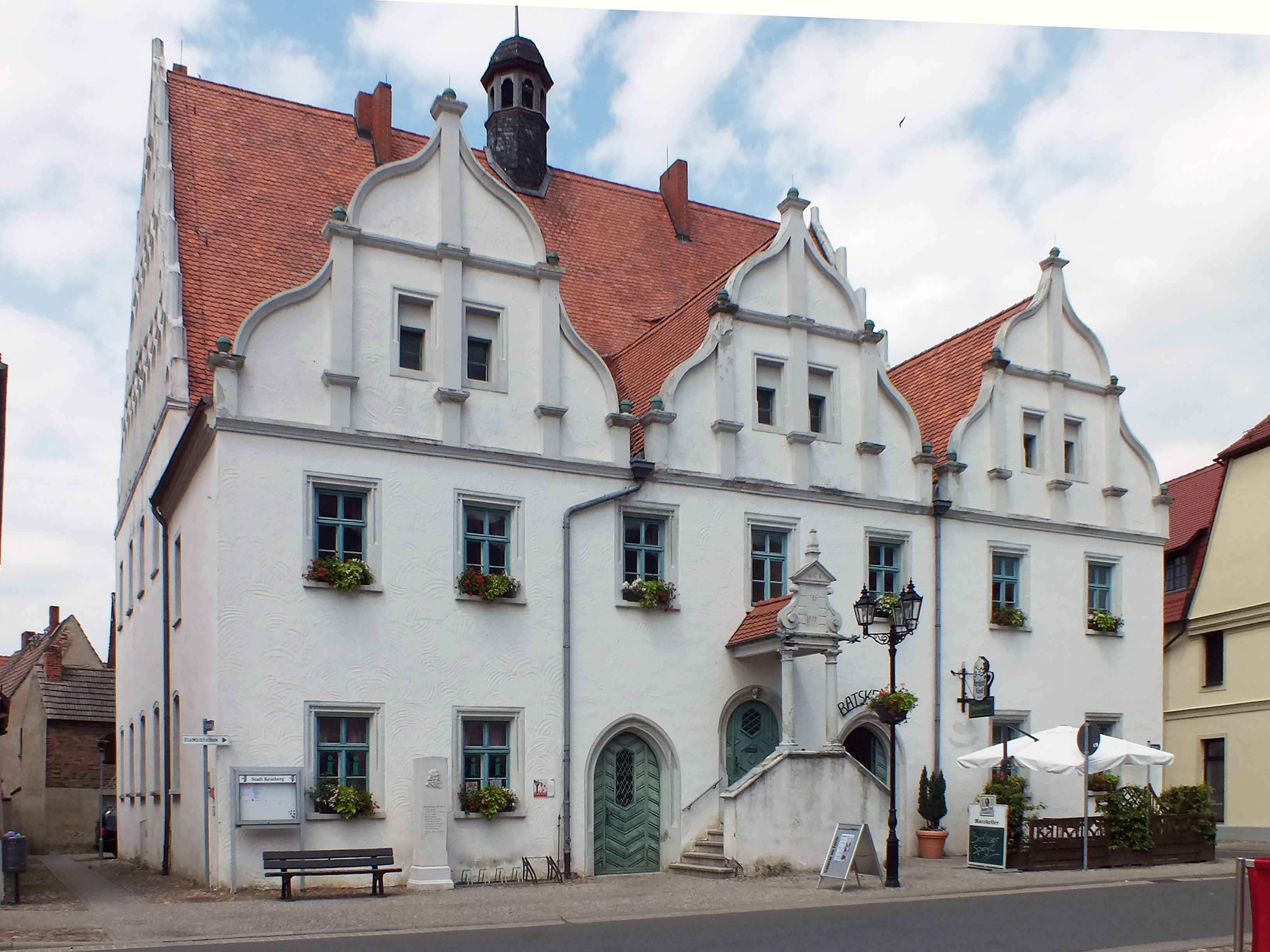
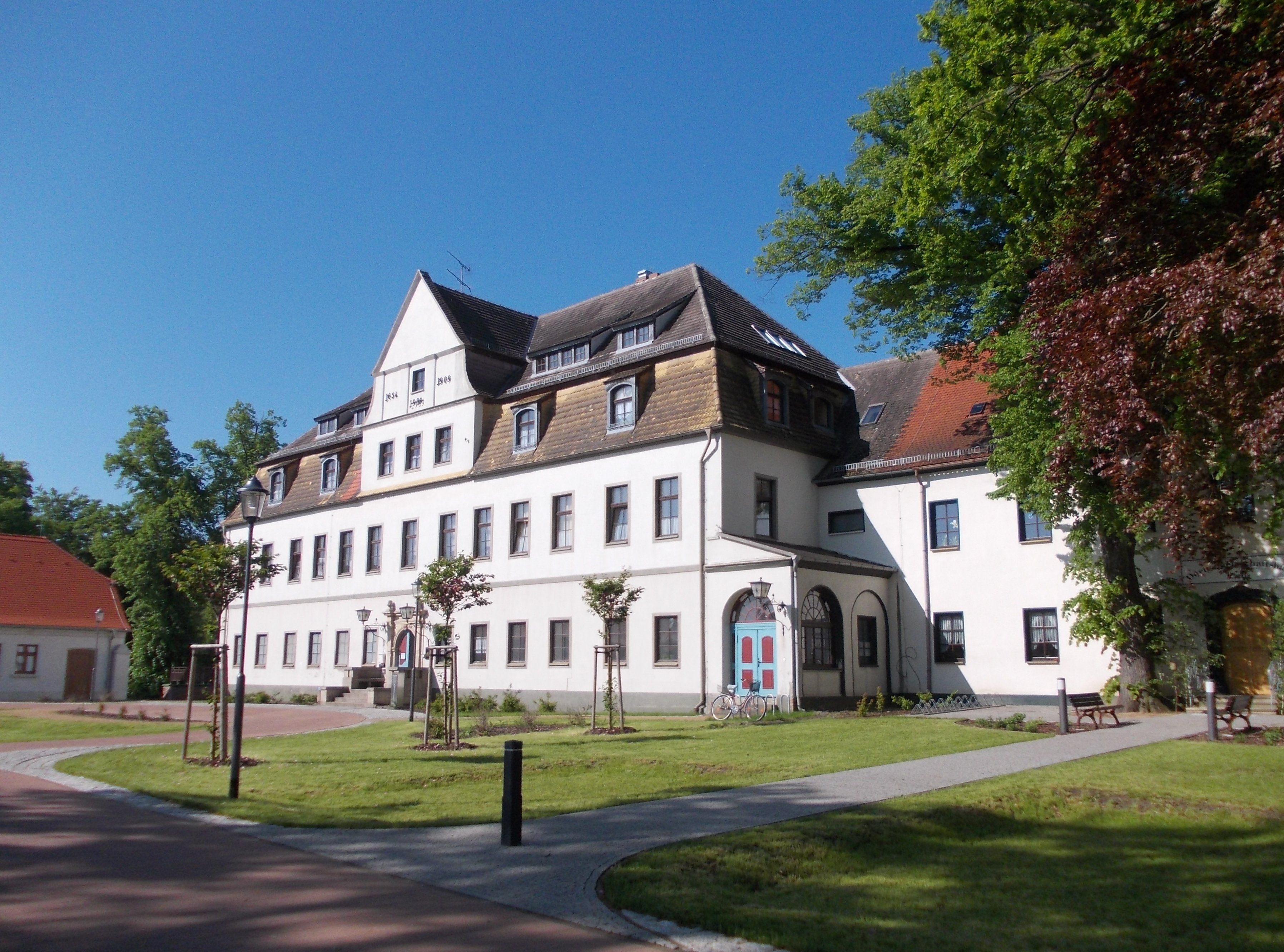
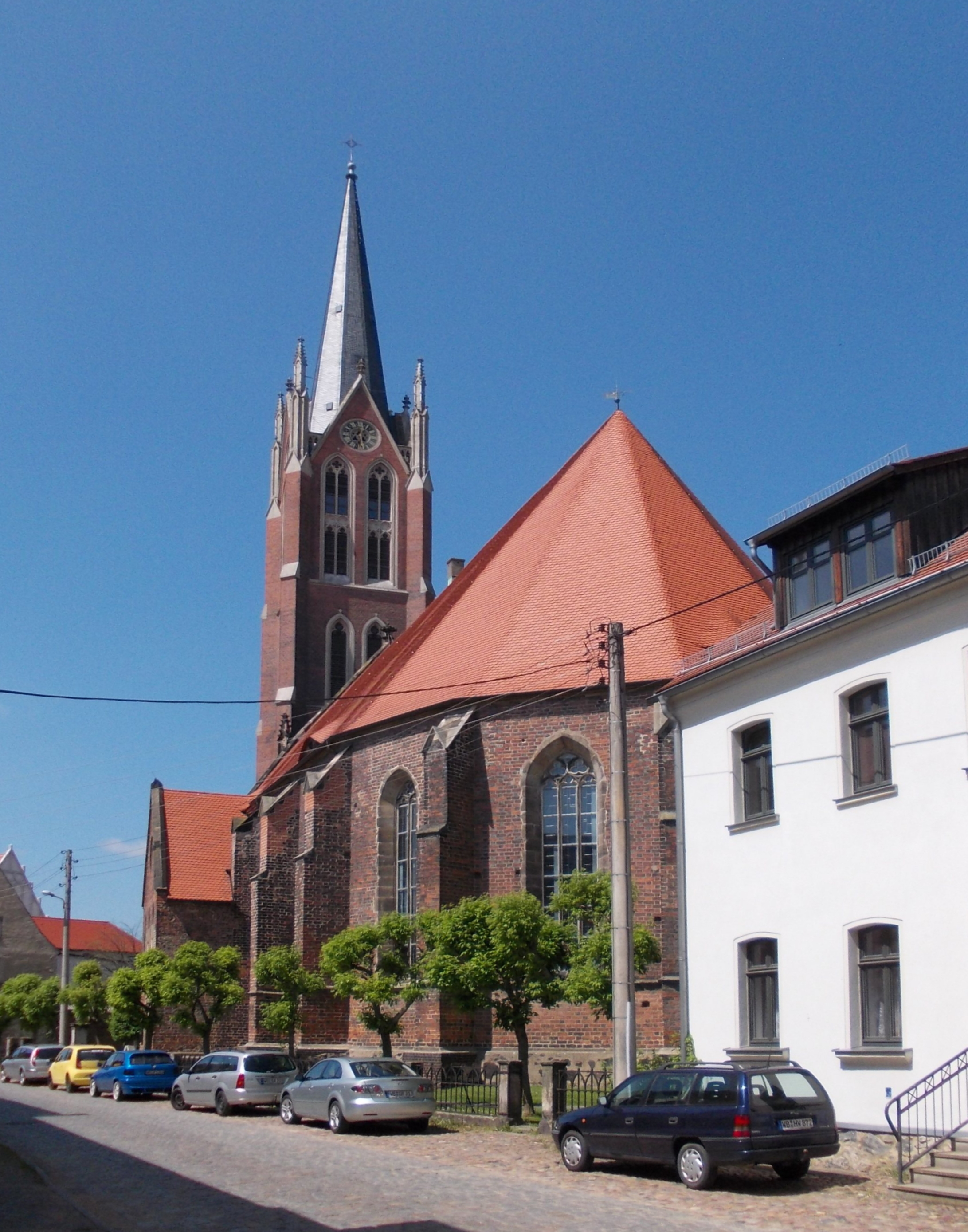
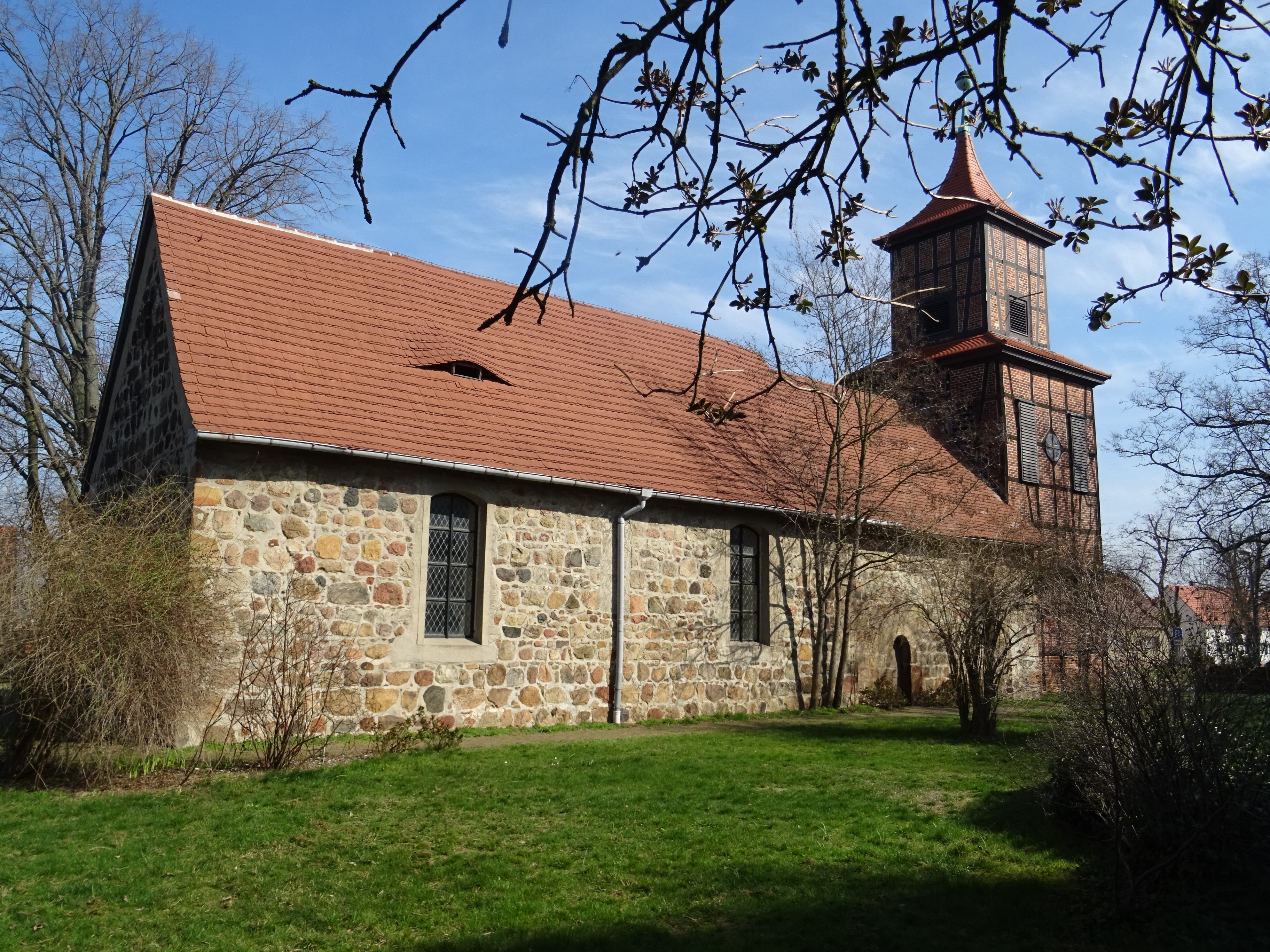
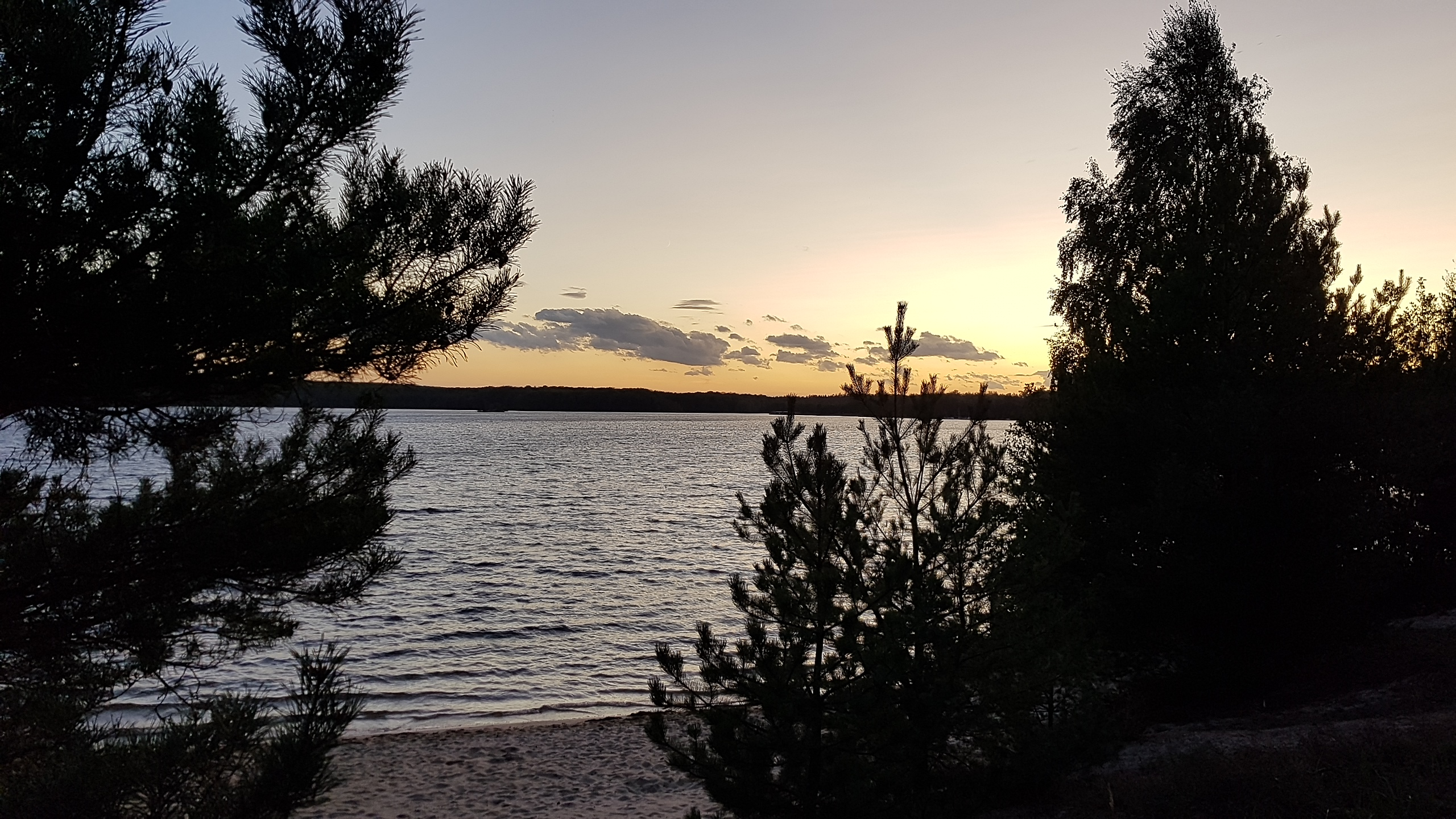